# 車いすバスケットボール女子アメリカ合衆国代表
車いすバスケットボール女子アメリカ合衆国代表は、アメリカ合衆国の女子車いすバスケットボールナショナルチーム。全米車いすバスケットボール協会（National Wheelchair Basketball Association (NWBA)）によって編成される。アメリカの女子車いすバスケットボールチームは1960年代から活動し、1968年パラリンピックに出場。NWBAには女子部門がなかったが、1977年に設立された。

## 主要国際大会の成績

### パラリンピック
- 優勝 (1988, 1996, 2004, 2008, 2016）
- 準優勝（1992）
- 3位（1968, 1980, 2020）

### 世界選手権
- 優勝 (1990, 2010）
- 準優勝（1994, 1998, 2002, 2006）
- 3位（2014）

## 選手
| 2020パラリンピック       |
| ------------------------ |
| アレハンドラ・イバネズ   |
| アビゲイル・バウレキ     |
| ゾイ・ボリス             |
| ダーリーン・ハンター     |
| ジョジー・アズラクソン   |
| ナタリー・シュナイダー   |
| ローズ・ホラーマン       |
| ケイトリン・イートン     |
| リンジー・ザーブラグ     |
| ベイリー・ムーディー     |
| イクスヘルト・ゴンザレス |
| コートニー・ライアン     |